# Buddy Rice
Buddy Rice (Phoenix, 31 gennaio 1976) è un pilota automobilistico statunitense.

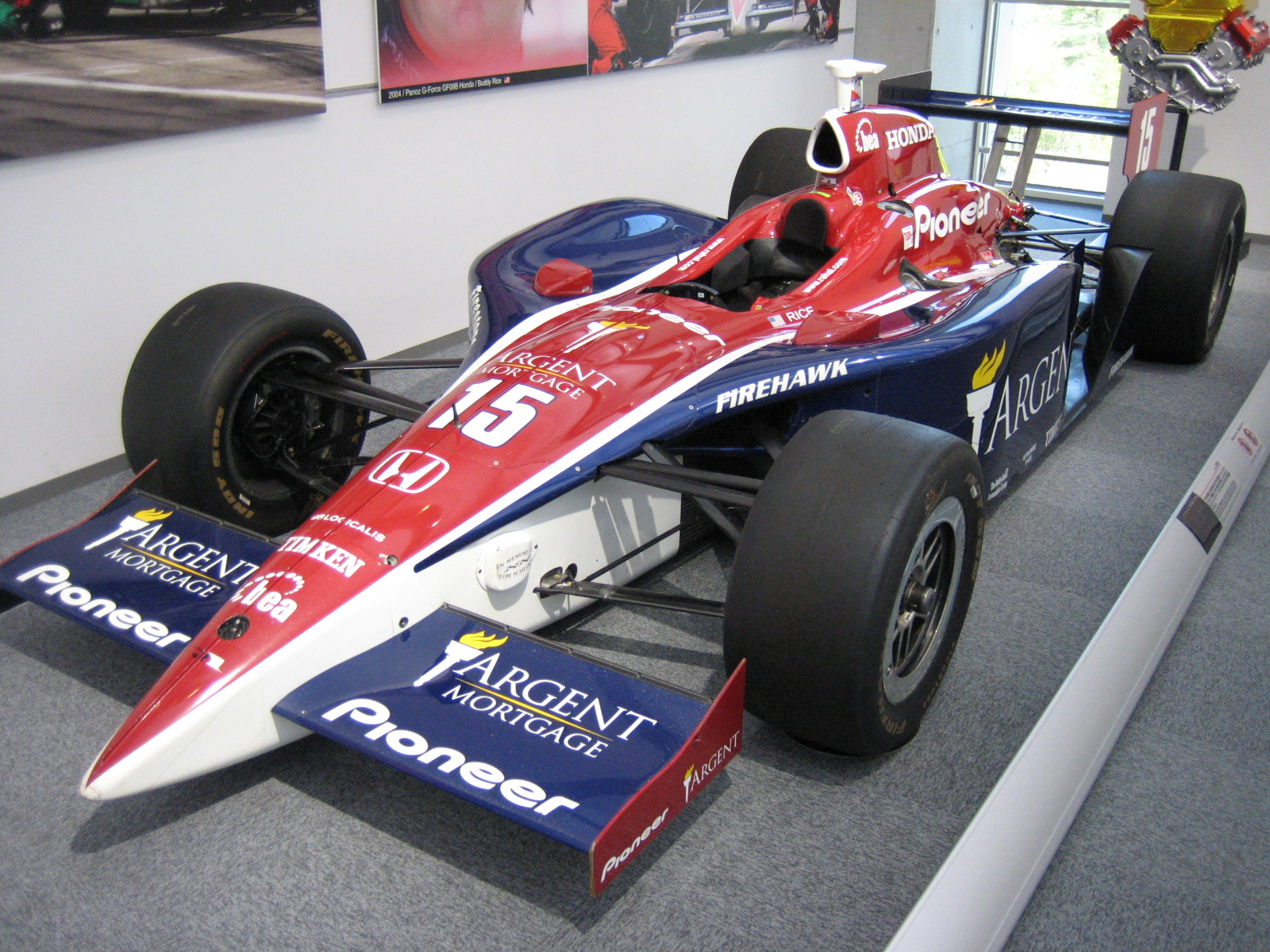
La vettura di Rice vincente alla 500 Miglia di Indianapolis 2004

Corse nella categoria Indy Racing League dal 2002 al 2008, vincendo la 500 Miglia di Indianapolis del 2004 al volante di una Panoz-Honda del team Rahal Letterman Racing.
Nel 2009 ha vinto la 24 Ore di Daytona.